# Chyžné
Chyžné (em húngaro: Hizsnyó) é um município da Eslováquia, situado no distrito de Revúca, na região de Banská Bystrica. Tem 19,55 km² de área e sua população em 2018 foi estimada em 427 habitantes.

## Demografia
| Ano:        | 1994 | 2004   | 2014   | 2024   |
| ----------- | ---- | ------ | ------ | ------ |
| Broj ljudi: | 421  | 427    | 421    | 409    |
| Razlika:    |      | +1,42% | -1,40% | -2,85% |

| Ano:               | 2023 | 2024 |
| ------------------ | ---- | ---- |
| Número de pessoas: | 409  | 409  |
| Diferença:         |      | +0%  |